# Ulrich Neisser
Ulric Gustav Neisser (Kiel, 8 december 1928 - Ithaca, Tompkins County (New York), 17 februari 2012) was een Amerikaanse psycholoog.
Neisser studeerde aan Harvard en kreeg in 1967 veel publiciteit na zijn eerste boek, over cognitieve psychologie. Hij ontwikkelde het perceptuele cirkelmodel.
Volgens Neisser schenkt men geen aandacht aan iets omdat men er informatie uit wil halen, maar is men te allen tijde bezig met het actief zoeken naar informatie.
Hij woonde in Trumansburg, Tompkins County (New York).
- Bibsys: 90074450
- Biblioteca Nacional de España: XX1047178
- Bibliothèque nationale de France: cb122365247 (data)
- CiNii: DA00402977
- Gemeinsame Normdatei: 119289059
- International Standard Name Identifier: 0000 0001 0914 7744
- Library of Congress Control Number: n81100548
- Nationale Bibliotheek van Letland: 000057481
- Bibliotheek van het Japanse parlement: 00451095
- Nationale Bibliotheek van Tsjechië: mzk2005312675
- Nationale Bibliotheek van Israël: 987007445120305171
- Nederlandse Thesaurus van Auteursnamen: 06924782X
- SNAC: w62h1gkd
- Système universitaire de documentation: 03107832X
- Trove: 931844
- Virtual International Authority File: 72200703
- WorldCat: E39PBJhxgX8yPCk4JVWgMMtHYP